# Борзов, Василий Яковлевич
Василий Яковлевич Борзов (1907, Енакиево, Екатеринославская губерния, Российская империя — ?) — советский партийный деятель, первый секретарь Черкесского обкома ВКП(б) (1938—1940).

## Биография
Член ВКП(б) с 1926 г.
В 1923—1924 гг. проходил обучение в школе фабрично-заводского ученичества при проволочно-гвоздильном заводе (Запорожье), в 1927 гг. окончил Украинскую военную подготовительную школу, в 1935 и 1938 г. проходил обучение в Институте подготовки кадров Красной профессуры.
- 1927—1929 гг. — секретарь организации ЛКСМ Украины «Книгоспилки» (Харьков),
- 1929—1930 гг. — заведующий отделом наглядных пособий рабочего кооператива (Луганск),
- 1930—1932 гг. — ответственный секретарь Снегирёвского районного комитета ЛКСМ Украины,
- 1932 г. — представитель ЦК ЛКСМ Украины во Всеукраинском комитете Союза финансовых работников,
- 1932—1933 гг. — заведующий отделом кадров Донецкого областного комитета ЛКСМ Украины.

До 1938 г. являлся ответственным организатором Отдела руководящих партийных органов ЦК ВКП(б).
В 1938—1940 гг. — первый секретарь Областного комитета ВКП(б) Черкесской автономной области.
Делегат XVIII съезда ВКП(б).